# Hălchiu
Hălchiu é uma comuna romena localizada no distrito de Brașov, na região histórica da Transilvânia. A comuna possui uma área de  km² e sua população era de 4560 habitantes segundo o censo de 2007.